# Robert Neumaier
Robert Neumaier (* 14. April 1885 in Karlsruhe; † 13. März 1959 ebenda) war ein deutscher Fußballspieler, der mit dem Karlsruher FC Phönix 1909 Deutscher Meister wurde und bis 1912 drei Länderspiele für die A-Nationalmannschaft absolviert hat.

## Karriere

### Vereine
Neumaier wechselte 1902 vom sich auflösenden „FC Fidelia“ oder „FC Fidelitas“ – gemeinsam mit Fritz und Otto Reiser – zum FC Phönix. Der Vorgängerverein des Karlsruher SC war 1894 gegründet worden. Der linke Verteidiger bildete, als in Süddeutschland bald nach der Jahrhundertwende ein regelmäßiger Ligaspielbetrieb in der noch jungen Sportart aufgenommen wurde, gemeinsam mit Ernst Karth und Mittelläufer Arthur Beier die Phönix-Abwehr. Er durchlief mit dem Verein einen steilen Aufstieg, in dem die Blau-Schwarzen ab 1905 allmählich aus dem Schatten des Lokalrivalen Karlsruher FV traten. Dem Verteidigerpaar Neumaier/Karth wurde absolute Klasse zugeschrieben: „Sie waren das ideale Verteidigerpaar. Auf der einen Seite der stämmige, etwas robuste Karth, auf der anderen Seite der leichtgewichtige, elegante, über eine große Ruhe und Sicherheit ausstrahlende Neumaier“.
In der Meisterschaftsrunde 1908/09 des Südkreises konnte sich Phönix erstmals auf Südkreisebene vor dem KFV platzieren, ließ auch den Vorjahresmeister Stuttgarter Kickers hinter sich und sicherte sich anschließend erstmals den süddeutschen Meistertitel. In der Endrunde um die Deutsche Meisterschaft 1909 setzte sich Phönix deutlich gegen den München-Gladbacher FC 94 und den SC Erfurt 1895 durch, trat aber im Finale gegen den Titelverteidiger BTuFC Viktoria 89 dennoch als Außenseiter an. Doch trotz der strapaziösen Anreise ins schlesische Breslau und eines frühen Rückstandes konnte sich die Mannschaft um Kapitän Arthur Beier gegen das Berliner Starensemble um Helmut Röpnack und Willi Worpitzky mit 4:2 durchsetzen und holte damit den ersten deutschen Meistertitel nach Karlsruhe. In der darauf folgenden Spielzeit 1909/10 musste sich Phönix auf lokaler Ebene zwar dem Karlsruher FV beugen, der die Südkreismeisterschaft in einem Entscheidungsspiel vor 5000 Zuschauern – zum Vergleich: das deutsche Endspiel im Jahr zuvor hatten 1500 Besucher gesehen – für sich entschied, war aber als Titelverteidiger erneut für die Meisterschaftsendrunde qualifiziert. Im Halbfinale musste der FC Phönix erneut gegen den KFV antreten. Mit 8000 Zuschauern war dieses Spiel, das auf dem KFV-Platz an der Moltkestraße ausgetragen wurde, das bis dahin bestbesuchte Endrundenspiel einer deutschen Fußballmeisterschaft. Der Lokalrivale setzte sich mit 2:1 durch und zog ins Endspiel ein. Für Neumaier und seine Mitspieler war dies die letzte Teilnahme an einer deutschen Meisterschaftsendrunde, denn in den darauf folgenden Jahren fiel die Phönix-Mannschaft allmählich auseinander – Neumaier spielte schon ab 1911 nicht mehr regelmäßig – und konnte sich in der stark besetzten Südkreisliga nicht mehr durchsetzen.

### Auswahl-/Nationalmannschaft
Neumaier wurde in der Saison 1909/10 im Viertel- und im Halbfinale um den Kronprinzenpokal eingesetzt, den seine Mannschaft – nach dem am 10. Oktober 1909 in Mannheim mit 3:0 gegen die Auswahlmannschaft des Westdeutschen Spiel-Verbandes und dem am 14. November 1910 mit 6:2 gegen die Auswahlmannschaft des Verbandes Mitteldeutscher Ballspiel-Vereine gewonnenen Begegnungen – am 10. April 1910 in Berlin mit 6:5 n. V. gegen die Auswahlmannschaft des Verbandes Berliner Ballspielvereine gewann.
Zwischen 1909 und 1912 bestritt er drei Länderspiele für die A-Nationalmannschaft. Sein Debüt gab er am 4. April 1909 in Karlsruhe beim 1:0-Sieg über die Schweizer Nationalmannschaft. Es folgte die am 16. Mai 1910 in Duisburg gegen die Nationalmannschaft Belgiens mit 0:3 verlorene Begegnung und das am 5. Mai 1912 in St. Gallen mit 2:1 gewonnene Testspiel gegen die Schweizer Nationalmannschaft.

## Erfolge
- Kronprinzenpokal-Sieger 1910
- Deutscher Meister 1909
- Süddeutscher Meister 1909
- Südkreismeister 1909

## Sonstiges
Der hagere, schlanke Neumaier bestach durch seine Ruhe und Übersicht sowie sein gutes Stellungsspiel. Noch im 1941 erschienenen Kicker-Buch “Tor für Deutschland” wurde er als „einer der Besten, die je auf dem linken Verteidigungsposten der deutschen Elf standen“ bezeichnet.
Ab 1911 zog sich Neumaier allmählich aus der ersten Mannschaft zurück und war später als Revisor für den Verband tätig.